# عید مردگان
عید مردگان یا عید مرگ یا عید نیاکان در بسیاری از فرهنگ‌های سنتی به طور معمول جهت احترام و تکریم مردگان در نخستین عید یا جشن پس از موت فرد برگزار می گردد و در مواردی نیز پس از برداشت محصول در ماه اوت، سپتامبر، اکتبر، یا نوامبر برگزار می‌ شود.

## در فرهنگ‌ها
پدیده واحد عید مرگ به مدت ۳ روز، در پایان اکتبر و اوایل نوامبر برگزار می‌شد.

### ژاپن و چین
در آیین بودایی ژاپنی عید احترام به روح نیاکانِ درگذشته اُبُن نام دارد. در فرهنگ مردم چین و تایوان عید ارواح جشن گرفته می‌شود.

### مکزیک
در دین اینکا تمام ماه نوامبر Ayamarca نام دارد، که به معنی «عید مرگ» و مکزیکی‌ها روز مردگان را برگزار می‌کنند.
در قرن ۲۱ نیز در سنت اروپایی جشن هالووین، عید مقدسان و روز استغاثه برای ارواح (روز دوم نوامبر) وجود دارد.

### هندوستان
هندوها مراسمی برای اجداد درگذشتهٔ خود دارند به نام پیترو پاکشا که در گاه‌شماری قمری هندوها دوره‌هایی به مدت ۱۵ روز دارد. تاریخ عید به دلیل گاه‌شماری قمری هندو تغییر می‌کند.

### در ایران

#### قاشق‌زنی
آیین قاشق‌زنی در مراسم چهارشنبه‌سوری نیز احتمالاً نشات گرفته از این عقیده است که ارواح نیک درگذشتگان در رستاخیز آخر سال به میان زندگان بازگشته و به شکل افرادی که رویشان پوشیده‌است به خانه بازماندگان سر می‌زنند و زندگان برای یادبود و برکت به آنان هدیه‌ای می‌دهند.
در زند اوستا آمده‌است که پنج روز آخر سال تا روز پنجم فروردین اورمزد دوزخ را خالی می‌کند و ارواح رها می‌شوند. قاشق زنی استفادهٔ ارواح از زبان بدنی به جای زبان گفتاری است.

#### نوروزما
بیسِّ شِشِ نورْزِما (بیست‌وشش ماه نوروز)، نِرْزِما، بیس و ششِ عیدِما، مِرْدِگون عَئید (عید مردگان)، و بیس شش اِسْپه جانه‌ما مجموعه مراسمی باستانی در ۲۶ نوروزماه، برابر با ۲۸ تیرماه، و ۲۶ اسفندماه گاه‌شماری اوستایی نو در بسیاری از مناطق مازندران برگزار می‌شود. این جشن که اشتراکات بسیاری با نوروزبل در گیلان با انگیزه‌های مختلف گاهی با مضمون عید مردگان، و در بعضی از آبادی‌ها نیز در ارتباط با برداشت محصول برنج برگزار می‌شود.